# Partit Liberal de Macedònia
El Partit Liberal de Macedònia (macedònic Либерална партија на Македонија Liberalna partija na Makedonija, LPM) és un partit polític de Macedònia del Nord. Es va fundar el 1999 per membres del Partit Liberal Democràtic amb la intenció de restituir l'antic Partit Liberal. És membre de la Internacional Liberal i del Partit dels Liberals Demòcrates i Reformistes Europeus. El seu cap és Stojan Andov
A les eleccions legislatives macedònies de 2002 va obtenir 5 escons dins la coalició que encapçalava la VMRO-DPMNE. Tanmateix, a les eleccions legislatives macedònies de 2006 va formar part de la mateixa coalició i només va obtenir dos escons. A les eleccions de 2008 va formar part de la coalició encapçalada per la Unió Socialdemòcrata de Macedònia, però la coalició fou derrotada i passà a l'oposició.